# Adinda stebbingi
Adinda stebbingi là một loài chân đều trong họ Scleropactidae. Loài này được Collinge miêu tả khoa học năm 1914.